# Международная помощь Восточному Тимору
Международная помощь Восточному Тимору — серия услуг различных государств и организаций, предоставленных Восточному Тимору с 1999 года в целях стабилизации государства.

## Двусторонняя помощь
После проведения референдума о независимости страной управляла Временная администрация ООН, обеспечившая создание правительства. Миротворцы остались на острове после обретения независимости в рамках миссии по поддержке (ООНТЛ).
Планировалось, что ОООНТЛ завершит свой мандат в мае 2006 года. к тому моменту Совет Безопасности ООН уже получил рекомендации Генерального секретаря по деятельности после упразднения ОООНТЛ. Однако ряд событий кризиса 2006 года, завершившихся политическим, гуманитарным кризисом и кризисом в области безопасности крупных масштабов, привели к тому, что Совет продлил мандат ОООНТЛ в до 20 августа 2006 года и запросил новые рекомендации с учетом необходимости усиления присутствия Организации Объединенных Наций. На этом фоне Восточный Тимор в срочном порядке запросил полицейскую и военную помощь у Австралии, Новой Зеландии, Малайзии и Португалии. 26 мая входящие международные силы начали охранять ключевые объекты в стране в ходе операции «Астуте».
Объединённая миссия Организации Объединённых Наций в Тиморе-Лешти (ИМООНТ) была учреждена 25 августа 2006 года взамен ОООНТЛ. Первоначально уполномоченная на период до 2008 года, миссия продолжала работать после продления до 2009 года, а затем до 2010 года. В конце концов военнослужащие ИМООНТ покинули страну только в конце 2012 года.

### Поддержка выборов
Частью этой программы была программа поддержки правительства Восточного Тимора в целях укрепления демократического управления и содействия политическому диалогу. Президентские и парламентские программы поддержки выборов включали техническую и материально-техническую поддержку, а также консультации и проверку избирательной политики. Одной из наиболее важных программ было присутствие 1635 полицейских ООН на выборах.

### Продовольственный кризис 2007 года

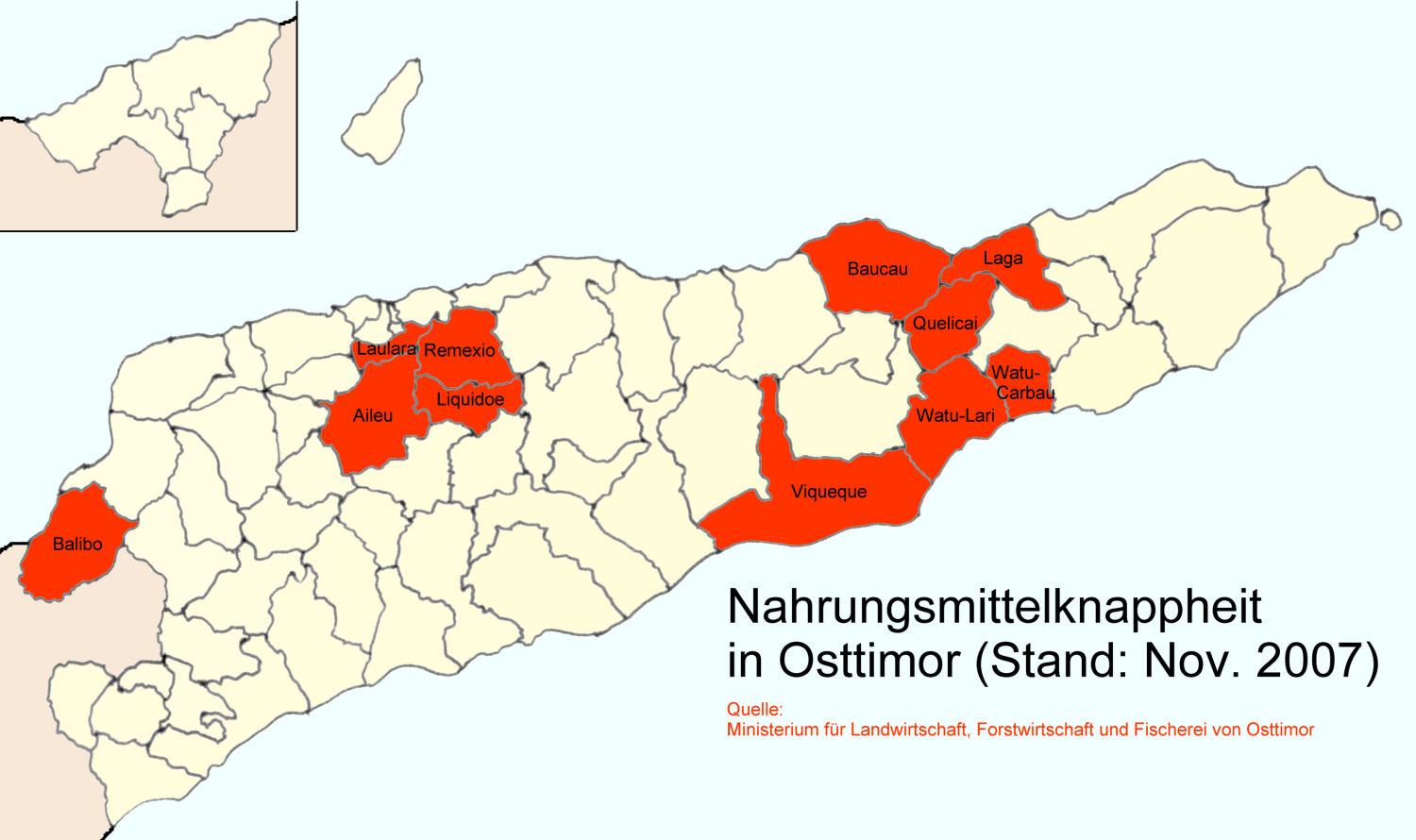
Подрайоны, пострадавшие от голода в ноябре 2007 года

Восточный Тимор испытал крайнюю нехватку продовольствия в ноябре 2007 года. Организация Объединённых Наций обратилась за помощью к ряду международных организаций.

## Соединённые Штаты
USAID начал поддерживать развитие эффективных демократических избирательных и политических процессов в Восточном Тиморе с 1999 года. В период с 2001 по 2008 год USAID выделил 2 215 997 долл. США Международному фонду избирательных систем (МФИС), 3 619 134 долл. Международному республиканскому институту (МРИ), и 3728 490 долл. — Национальному демократическому институту (НДИ). Эти деньги помогли МФИС в разработке избирательной структуры и процесса, МРИ в развитии политических партий и НДИ в расширении участия граждан и местного самоуправления.